# Renick James
Renick James (nascido em 21 de agosto de 1987) é um judoca belizenho.
Ele competiu nos Jogos Olímpicos de Verão de 2016 no Rio de Janeiro, sendo eliminado na primeira fase da categoria masculino até 90 kg pelo judoca nauruano Ovini Uera.